# Vahlia capensis
Vahlia capensis  (L.f.) Thunb. è una pianta appartenente alla famiglia delle Vahliaceae, originaria dell'Africa meridionale.

## Descrizione

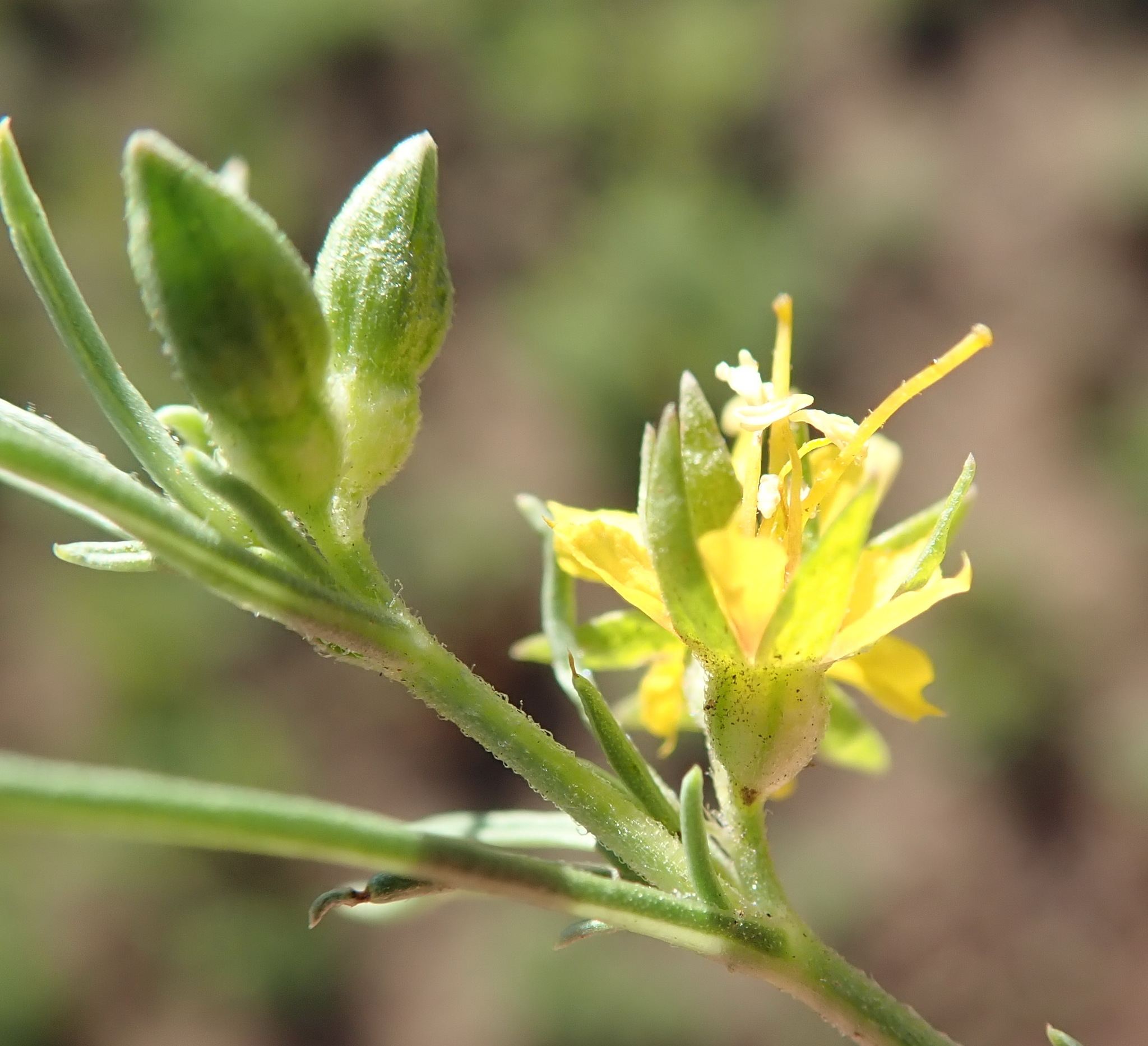
Fiore di V. capensis

V. capensis è una pianta erbacea annuale o perenne con diversi piccoli steli eretti che cresce fino a 30 cm di altezza. La specie è in grado di sopportare condizioni molto difficili e continuare a fiorire. Le sue foglie sono lineari e lanceolate, disposte lungo gli steli, sessili, pelose.
I fiori gialli si trovano in coppie ascellari, con sepali nettamente appuntiti.

## Distribuzione e habitat
V. capensis è originaria dell'Africa meridionale: in particolare è nativa di Angola, Botswana, Lesotho, Mozambico, Namibia, Sudafrica, Zambia e Zimbabwe.